# Ulead
Ulead Systems, Inc. (mit der deutschen Tochter Ulead Systems GmbH) war ein 1989 gegründetes taiwanisches Softwareunternehmen, das vor allem Software herstellte, die im weitesten Sinne der Bild- und Videobearbeitung dient.
Am 17. September 2001 wurde Ulead an der Taiwan Stock Exchange als 2487.TW gelistet.
Ulead wurde im April 2005 von dem Unternehmen InterVideo übernommen, das seinerseits im August 2006 von dem Unternehmen Corel gekauft wurde. Am 24. Oktober 2006 erfolgte das Delisting der Ulead-Aktien auf der Taiwan Stock Exchange.
Zu den Produkten von Ulead zählen Ulead MediaStudio Pro (Videoschnitt), Ulead PhotoImpact (Bildbearbeitung), Ulead VideoStudio (Videobearbeitung), Ulead Gif-Animator (Herstellung von animierten GIFs), FilmBrennerei (Brenn-Software), Ulead DVD PowerTools (DVD-Authoring), Cool 360 (Stitching) und COOL3D (Einfache Bearbeitung und Erstellung von 3D-Objekten).